# Lia Herbor
Lia Herbor (València, 27 de novembre de 2001) és una actriu valenciana. Va debutar en el cinema representant el paper de Sandra en Quan no acaba la nit.